# کمال علی‌پور خنکداری
کمال علی‌پور خنکداری سیاستمدار اصولگرای ایرانی است که به عنوان نماینده قائمشهر، سوادکوه، سوادکوه شمالی، جویبار و سیمرغ در استان مازندران در یازدهمین دوره مجلس شورای اسلامی انتخاب گردید. وی پیش از این نمایندهٔ دورهٔ نهم مجلس شورای اسلامی و عضو کمیسیون عمران مجلس شورای اسلامی بود.

## سوابق اجرایی
- شهردار نواحی منطقه ۱۵ شهرداری تهران
- رئیس اجرای احکام منطقه ۱۵ شهرداری تهران
- معاون خدمات شهری مناطق ۱۰- ۱۷ - ۱۸ و ۲۰ شهرداری تهران
- قائم مقام مناطق ۱۰ و ۱۷ شهرداری تهران
- معاون شهرسازی و معماری منطقه ۱۰ شهرداری تهران
- معاون اجتماعی و فرهنگی مناطق ۱۷ و ۱۵ شهرداری تهران
- قائم مقام سازمان بازرسی شهرداری تهران
- رئیس کمیته انتصابات سازمان بازرسی شهرداری تهران
- مشاور معاونت امور مناطق شهرداری تهران
- مدیر عامل شرکت ساماندهی صنایع و مشاغل شهر تهران
- عضو کمیسیون عمران مجلس شورای اسلامی
- رئیس کمیته راه مجلس نهم
- عضو ناظر شورای عالی شهرسازی و معماری کشور ۱۳۹۰ تا ۱۳۹۴
- نائب رییس فراکسیون مدیریت شهری و روستایی مجلس نهم
- رئيس هيات عالي نظارت بر انتخابات شوراهاي استان مازندران - دوره چهارم